# Biloholovî, Zboriv
Biloholovî (în ucraineană Білоголови) este localitatea de reședință a comunei Biloholovî din raionul Zboriv, regiunea Ternopil, Ucraina.

## Demografie
Componența lingvistică a localității Biloholovî
     Ucraineană (100%)
Conform recensământului din 2001, toată populația localității Biloholovî era vorbitoare de ucraineană (100%).